# Роус, Джордж, 3-й граф Стрэдброк
Джордж Эдвард Джон Моубрей Роус, 3-й граф Стрэдброк (англ. George Edward John Mowbray Rous, 3rd Earl of Stradbroke; 19 ноября 1862, Лондон — 20 декабря 1947, Суффолк) — британский дворянин, офицер территориальной армии и младший министр правительства. 15-й губернатор штата Виктория (1921—1926).

## Ранние годы
Родился 19 ноября 1862 года в Лондоне. Единственный сын и наследник Джона Роуса, 2-го графа Стрэдброка (1794—1886). Носил титул учтивости — виконт Данвич с 1862 по 1886 год. Он получил образование в школе Харроу и Тринити-колледже в Кембридже (бакалавр искусств в 1884 году, магистр искусств в 1890 году). Он сменил своего отца на посту 3-го графа Стрэдброка и владельца семейного поместья в Хенхэм-парке в Саффолке 27 января 1886 года.

## Военная карьера
Виконт Данвич был назначен капитаном 1-го Норфолкского артиллерийского добровольческого полка (в который входили Саффолкские батареи) в 1882 году. В 1884 году ему было присвоено звание майора, а в 1888 году он стал подполковником. Ему было присвоено звание полковника добровольцев 26 июня 1902 года. Он был награждён Волонтерской наградой 15 августа 1902 года. Он был назначен адъютантом короля Эдуарда VII в списке почестей коронации 1902 года 26 июня 1902 года, прослужил до смерти короля в 1910 году он был повторно назначен королем Георгом V.
Когда 1 апреля 1908 года Добровольческие силы были заменены Территориальными силами, его подразделение было разделено: Стрэдброк стал почетным полковником 1-й восточноанглийской бригады Королевской полевой артиллерии (TF) (в которую входили Норфолкские батареи), оставаясь при этом подполковником и командующим 3-й восточноанглийской (гаубичной) бригадой (в составе которой находились Саффолкские батареи). Он возглавлял 3-ю Восточно-английскую бригаду, находившуюся на действительной службе на Западном фронте и в Египте и Палестине во время Первой мировой войны. Он был награждён Территориальным орденом, назначен кавалером Ордена Британской империи в 1919 году и кавалером Ордена Святого Михаила и Святого Георгия в 1920 году.
После войны он оставался почетным полковником Норфолкской артиллерийской бригады (теперь известной как 84-я (Восточно-английская бригада) и с 18 мая 1927 года занимал ту же должность в Саффолкской бригаде (ныне 103-я Саффолкская бригада), пока она не была разделена. Он продолжал оставаться почетным полковником 409-й (Саффолк) независимой зенитной батареи до её нового слияния с Норфолкскими батареями и формирования 78-го (1-го английского) зенитного полка в 1938 году.
Он также был председателем Ассоциации территориальной армии Саффолка и президентом Совета Национальной артиллерийской ассоциации. В конце концов он ушел с активной роли в Территориальной армии и с должности адъютанта короля в 1930 году.

## Политика
Лорд Стрэдброк был назначен губернатором штата Виктории в 1920 году и занимал эту должность до 1926 года. Он также занимал должность парламентского секретаря Министерства сельского хозяйства и рыболовства с 1928 года до поражения консервативного правительства 1924—1929 годов.

## Разведка
Как бывший по должности главный скаут Виктории на посту губернатора лорд Стрэдброк также спонсировал викторианские скаутские соревнования — Кубок Стрэдброка. Это мероприятие до сих пор проводится каждый год и пользуется огромной популярностью.

## Масонство
Будучи масоном, лорд Стрэдброк был посвящён в это масонство в ложе «Благоразумие» № 388. После того, как он стал досточтимым мастером ложи, в октябре 1902 года он был назначен провинциальным великим мастером провинции Саффолк, занимая эту должность в течение сорока пяти лет. Через два года после назначения губернатором Виктории он был избран великим мастером Великой ложи Виктории. Он также был великим мастером Ордена Мастеров масонов метки Восточной Англии.

## Общественная жизнь
В дополнение к своим политическим и военным должностям, лорд Стрэдброк занимал должность вице-адмирала Саффолка, был лордом-лейтенантом Саффолка и мировым судьей, а также олдерменом и председателем Совета графства Восточный Саффолк. Он также был президентом Национальной ассоциации защиты морского рыболовства.
И граф, и графиня были сторонниками чистокровных скачек. Находясь в Виктории, они отдельно владели или арендовали несколько лошадей, в частности Трайс, обученную для графини Джеком Холтом.

## Семья

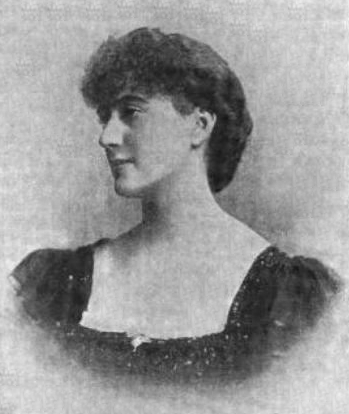
Хелена Вайолет Элис Фрейзер, 1902 год

23 июля 1898 года Лорд Стрэдброк женился на Хелене Вайолет Элис Фрейзер (? — 14 апреля 1949), дочери генерал-лейтенанта Джеймса Кейта Фрейзера и Амелии Элис Джулии Уорд. Как графиня Стрэдброк, в 1927 году она была удостоена звания дама Ордена Британской империи. У супругов было восемь детей:
- Леди Плезанс Элизабет Роус (11 мая 1899 — 1 сентября 1986), в 1923 году вышла за Оуэна Маккенну, двое детей.
- Леди Кэтрин Шарлотта Роус (5 мая 1900 — 19 сентября 1983), незамужняя, в 1972 году она была награждена Орденом Британской Империи
- Леди Бетти Хелена Джоанна Роус (24 апреля 1901 — 4 ноября 1969), в 1930 году вышла замуж за майора Дугласа Бересфорд-Эша, от брака с которым у неё был один сын.
- Джон Энтони Александр Роус, 4-й граф Стрэдброк (1 апреля 1903 — 14 июля 1983), старший сын и преемник отца[2].
- Уильям Кейт Роус, 5-й граф Стрэдброк (10 марта 1907 — 18 июля 1983)
- Майор достопочтенный Джордж Натаниэль Роус (5 апреля 1911 — 9 сентября 1982), в 1949 году женился на Джойс Харпур, четверо детей.
- Майор достопочтенный Питер Джеймс Моубрей Роус (23 января 1914 — 17 мая 1997), в 1942 году женился на Элизабет Элис Мэри Фрейзер, от брака с которой у него было одиннадцать детей.
- Достопочтенный Кристофер Саймон Роус (3 января 1916 — 22 февраля 1925).

## Смерть
3-й граф Стрэдброк умер 20 декабря 1947 года, и ему наследовал его старший сын Джон. Его вдова, вдовствующая графиня Стрэдброк, погибла в результате несчастного случая 14 апреля 1949 года.